# 山口県立図書館分類表
山口県立図書館分類表（やまぐちけんりつとしょかんぶんるいひょう）とは、山口県立山口図書館が1909年（明治42年）に定めた図書分類法である。山口図書館分類表とも。

## 概要
山口県立山口図書館の館長佐野友三郎が、自館で使用していた八門分類表（東京図書館の分類表と東京帝国大学図書館の分類表を基にしたもの）を、10門に改め、数字3桁を用いた分類記号を付与したものである（ただし『山口圖書館和漢書分類目録（明治42年12月末現在）』には4桁の分類記号もみられる）。1909年（明治42年）に制定されたもので、日本でこれ以前に考案された十進分類法として、「京都府立図書館分類表」（1899年から1906年ごろ）や、「京都帝国大学附属図書館分類表」（1902年か1903年）があるが、この分類表もかなり早い時期のものといえる。その後、1911年（明治44年）に石川県立図書館で、1916年（大正5年）に新潟県立図書館でそれぞれ十進分類法が制定されている。
山口県立山口図書館一館のために考案された図書分類法だが、1919年（大正8年）の全国府県立図書館協議会において、この分類表のうち第2分類（100区分）までを標準分類表とすることが決定、日本初の標準分類表となった。その後、台湾総督府立、岡山県立、埼玉県立、小倉市立、名古屋市立、呉市立、前橋市立などの図書館では忠実に採用されたが、後述のような問題から、独自に改訂を行う館が続出し（和歌山県立、佐賀県立、千葉県立、静岡県立、茨城県立、鹿児島県立、尼崎市立、横浜市立、神戸市立、岡山市立、東京市立など）、実質的な標準分類表とはならなかった。山口県立山口図書館ではしばらく使われていたが、1952年（昭和27年）4月に日本十進分類法 (NDC) 新訂6版への移行を開始し、1960年度（昭和35年度）末までにほぼ完了した。
この分類表が普及しなかった理由には、それぞれの図書館が安易に独自の分類表を作成していたことや、あるいは各館独自に分類表を制定すべきという「標準分類表」に否定的な考えが当時支配的であったことなどもあるが、その区分・排列が不適当な箇所が多いこと、分類が（特に100区分表では）簡略すぎること、記号の共通性や助記表をもたないこと、などいくつかの問題点も指摘されている。たとえば、歴史の下位区分は「アジア、アフリカ、アメリカ、オセアニア、ヨーロッパ」だが、地誌のそれは「アジア、アフリカ、ヨーロッパ、アメリカ、オセアニア」となっており、記号の共通性も考慮されていない。

## 第1次区分表（10区分表）
出典：『山口圖書館和漢書分類目録（明治42年12月末現在）』、巻末「圖書分類綱目」。
- 000　總記
- 100　哲學
- 200　敎育
- 300　文學、語學
- 400　歴史、地理
- 500　法制、經濟、社會、統計
- 600　理學、醫學
- 700　工學、兵事
- 800　美術、諸藝
- 900　産業

## 第2次区分表（100区分表）
出典：加藤宗厚著『図書分類法要説 改訂版』、168頁。ただし、誤植を1箇所（※印の箇所）訂正してある。
- 000　総記
  - 010　書目
  - 020　事彙
  - 030　叢書
  - 040　随筆
  - 050　雜誌
  - 060　新聞紙
  - 070　鄕土誌料
  - 080　少年文学
  - 090　貴重図書
- 100　哲学
  - 110　宗敎
  - 120　神書
  - 130　佛敎
  - 140　基督敎
  - 150　論理学
  - 160　心理学
  - 170　倫理学
  - 180　支那哲学
  - 190
- 200　敎育
  - 210　敎育学
  - 220　実地敎育
  - 230　普通敎育
  - 240　師範敎育
  - 250　高等敎育
  - 260　特殊敎育
  - 270　学校衛生、遊戯、躰育
  - 280　社会敎育
  - 290
- 300　文学
  - 310　国文学
  - 320　国文
  - 330　漢文学
  - 340　欧米文学
  - 350　小説
  - 360　論説、演説、批評
  - 370　語学
  - 380　国語
  - 390　外国語
- 400　歴史
  - 403　萬国史
  - 410　国史
  - 420　支那史
  - 430　亞細亞史
  - 435　亞非利加史
  - 436　亞米利加史
  - 440　欧羅巴史
  - 450　傳記
  - 460　地誌、紀行
  - 461　萬国誌[※ 1]
  - 470　本邦誌
  - 480　外国誌
  - 490

- 500　法制
  - 510　国家学
  - 520　法律
  - 530　古代法制
  - 540　経済学
  - 550　財政学
  - 560　社会学
  - 570　風俗
  - 580　統計学
  - 590
- 600　理学
  - 610　数学
  - 620　数学
  - 630　物理学、化学
  - 640　星学、地文学
  - 650　博物学
  - 660　動物学、植物学
  - 670　地質学
  - 680　医学
  - 690　医学
- 700　工学
  - 710　土木工学
  - 720　機械工学
  - 724　電氣工学
  - 730　建築学、造家学
  - 740　採鉱、冶金学
  - 750　造船学
  - 760　航海
  - 770　兵事
  - 780　陸軍
  - 784　海軍
  - 790　古代兵法、武芸
- 800　美術
  - 810　書画
  - 820　彫刻
  - 830　蒔絵、漆器
  - 840　製版印刷
  - 850　写眞
  - 860　音樂
  - 870　諸芸、遊戯
  - 880
  - 890
- 900　産業
  - 910　農業
  - 920　園芸
  - 930　山林、牧畜
  - 940　水産、漁業
  - 950　蚕業
  - 960　商業
  - 970　交通、通信
  - 980　工芸
  - 990　家政

## 第3次区分表（1000区分表）
出典：『山口圖書館和漢書分類目録（明治42年12月末現在）』、巻末「圖書分類綱目」。100年以上前の概念・制度に基づく分類法であり、台湾や樺太南部が日本領となっており、小学校・中学校・高校・大学などもそれぞれ当時の制度のもの（いわゆる旧制○○）である。また、分類法の概念とリンク先の記事の概念は、厳密に一致するものではない。
- 000　總記
- 010　書目
  - 011　哲學
  - 012　敎育
  - 013　文學、語學
  - 014　歴史、地理
  - 015　法制、經濟、社會、統計
  - 016　理學、醫學
  - 017　工學、兵事
  - 018　美術、諸藝
  - 019　産業
- 020　事彙
  - 021　類書
  - 022　日本人類書
  - 023　支那人類書
  - 024　典故
  - 025　名數
- 030　叢書
  - 031　日本人叢書
  - 032　支那人叢書
- 040　隨筆
  - 041　日本人隨筆
  - 042　支那人隨筆
  - 043　日本人雜書
  - 044　支那人雜書
- 050　雜誌
  - 051　哲學
  - 052　敎育
  - 053　文學、語學
  - 054　歴史、地理
  - 055　法制、經濟、社會、統計
  - 056　理學、醫學
  - 057　工學、兵事
  - 058　美術、諸藝
  - 059　産業
- 060　新聞
- 070　鄕土志料
  - 071　哲學
  - 072　敎育
  - 073　文學、語學
  - 074　歴史、地理
  - 075　法制、經濟、社會、統計
  - 076　理學、醫學
  - 077　工學、兵事
  - 078　美術、諸藝
  - 079　産業
- 080　少年文學[※ 2]
  - 081　哲學
  - 082　敎育
  - 083　文學、語學
  - 084　歴史、地理
  - 085　法制、經濟、社會、統計
  - 086　理學、醫學
  - 087　工學、兵事
  - 088　美術、諸藝
  - 089　産業
- 090　貴重書
  - 091　哲學
  - 092　敎育
  - 093　文學、語學
  - 094　歴史、地理
  - 095　法制、經濟、社會、統計
  - 096　理學、醫學
  - 097　工學、兵事
  - 098　美術、諸藝
  - 099　産業
- 100　哲學
  - 101　事彙
  - 102　叢書
  - 103　史傳
  - 104　論説
- 110　宗敎
  - 111　事彙
  - 112　叢書
  - 113　史傳
  - 114　神話
  - 115　論説
- 120　神書
  - 121　事彙
  - 122　叢書
  - 123　史傳
  - 124　神代記、神話
  - 125　神社、神職、祭典、葬儀
  - 126　祝詞、祓
  - 127　論説
- 130　佛敎
  - 131　事彙
  - 132　叢書
  - 133　史傳
  - 134　寺院、縁起、佛像、佛事
  - 135　諸宗經典、論説註疏
  - 136　戒規
  - 137　論説
- 140　基督敎
  - 141　事彙
  - 142　叢書
  - 143　史傳
  - 144　聖典
  - 145　論説
- 150　論理學
- 160　心理學
  - 161　催眠術
  - 162　記臆法
  - 163　人相、骨相
- 170　倫理學
  - 171　事彙
  - 172　叢書
  - 173　史傳
  - 174　修身、敎訓、事績
  - 175　禮式、作法
  - 176　論説
- 180　支那哲學
  - 181　事彙
  - 182　叢書
  - 183　史傳
  - 184　經書
  - 185　儒書
  - 186　子類
  - 187　日本儒書
    - 188　史傳
- 200　敎育
  - 201　事彙
  - 202　叢書
  - 203　史傳
  - 204　敎育制度
  - 205　學事報告
  - 206　論説
  - 207　雜書
- 210　敎育學
  - 211　兒童心理、兒童研究
- 220　實地敎育
  - 221　管理、訓練
  - 222　敎授、敎授法
  - 223　各科敎授法
- 230　普通敎育
  - 231　家庭敎育
  - 232　幼稚園
  - 233　小學校[※ 3]
  - 234　中學校[※ 4]
- 240　師範敎育
  - 241　師範敎育
  - 242　高等師範敎育
- 250　高等敎育
  - 251　高等學校[※ 5]
  - 252　大學[※ 6]
- 260　特殊敎育
  - 261　實業敎育
  - 262　專門敎育[※ 7]
  - 263　女學校
- 270　學校衛生、遊戯、躰育
  - 271　學校衛生
  - 272　躰育
  - 273　遊戯
- 280　社會敎育
  - 281　博物館
  - 282　圖書館
  - 283　読書法、自修敎育
- 300　文學
  - 301　事彙
  - 302　叢書
  - 303　史傳
  - 304　修辞、作文
  - 305　文學合集
- 310　國文學
  - 311　事彙
  - 312　叢書
  - 313　史傳
  - 314　合集
  - 315　歌曲
  - 316　歌學、歌話、歌集、新躰詩
  - 317　連歌、俳諧
  - 318　戯曲、詩曲、謠曲
  - 319　狂歌、狂句、戯文
- 320　國文
  - 321　作文、作文用書
  - 322　文集
  - 323　中古文
  - 324　近古文
  - 325　近世文
  - 326　今代文
  - 327　消息文
- 330　漢文學
  - 331　事彙
  - 332　叢書
  - 333　史傳
  - 334　合集
  - 335　詩學、詩話、詩集
  - 336　文集、文話、作文
  - 337　傳奇、小説
  - 338　金石文
  - 339　尺牘、清國時文
- 340　歐米文學
  - 341　事彙
  - 342　叢書
  - 343　史傳
  - 344　解説、註釋
  - 345　論文、雜著
  - 346　戯曲、小説
- 350　小説
  - 351　史傳
  - 352　明治前小説
  - 353　明治小説
- 360　論説、演説、抜萃、批評
  - 361　論説、批評
  - 362　演説、講話
  - 363　抜萃
  - 364　雜著
- 370　語學
  - 371　辞書
- 380　國語
  - 381　叢書
  - 382　史傳
  - 383　文典
  - 384　文學、音韻、仮名遣
  - 385　語格、活語、てにをは、冠辞
  - 386　語源、語釋
  - 387　俗語、方言、諺
  - 388　言文一致、羅馬字
- 390　外國語
  - 391　支那語
  - 392　韓語
  - 393　印度語
  - 394　英語
  - 395　獨語
  - 396　佛語
  - 397　露語
  - 398　蘭語
- 400　歴史
  - 401　事彙、年表、讀史地圖
  - 402　叢書、講義録
- 403　萬國史
  - 404　上古史
  - 405　中古史
  - 406　近世史
  - 407　東洋史
  - 408　西洋史
- 410　國史
  - 411　通史
  - 412　太古史及上古史
  - 413　中古史
  - 414　近古史
  - 415　近世史
  - 416　今代史
  - 417　地方史
- 420　支那史
  - 421　通史
  - 422　古代史
  - 423　上世史
  - 424　中世史
  - 425　近世史
  - 426　地方史
- 430　亞細亞諸國史
  - 431　朝鮮史
  - 432　印度、安南史
  - 433　中央亞細亞史
- 435　亞非利加諸國史
- 436　亞米利加諸國史
  - 437　合象國史
  - 438　南洋諸島史
- 440　歐羅巴諸國史
  - 441　希臘、羅馬史
  - 442　英國史
  - 443　獨逸史
  - 444　佛國史
  - 445　露國史
  - 446　伊太利史
- 450　傳記
  - 451　叢傳
  - 452　日本人
  - 453　支那人
  - 454　歐米人
  - 455　系譜、家傳
    - 456　皇家
    - 457　姓氏、氏族
    - 458　各家

  - 459　各傳
- 460　地誌、紀行
- 461　萬國誌
  - 462　事彙
  - 463　地圖
  - 464　紀行
- 470　本邦誌
  - 471　事彙、索引、名勝案内記、里程表
  - 472　地圖
  - 473　紀行
  - 474　本州
  - 475　四國
  - 476　九州、琉球
  - 477　臺灣
  - 478　北海道
  - 479　樺太南部
- 480　外國誌
  - 481　事彙
  - 482　地圖
  - 483　紀行
  - 484　亞細亞誌
  - 485　亞非利加誌
  - 486　歐羅巴誌
  - 487　亞米利加誌
  - 488　南洋諸島誌

- 500　法制
  - 501　法制史
  - 502　講義録
- 510　國家學
  - 511　政治史、政治學史
  - 512　國法學
  - 513　憲法
  - 514　議院法及選挙法
  - 515　行政法
  - 516　内務行政
  - 517　地方行政
  - 518　行政、裁判所
  - 519　論説、雜書
- 520　法律
  - 521　法例
  - 522　刑法
  - 523　民法
  - 524　商法
  - 525　訴訟法
  - 526　國際法、外交條約
  - 527　裁判所構成法
  - 528　現行諸法令
  - 529　論説、雜書
- 530　古代法制
  - 531　公家
  - 532　武家
  - 533　官職[※ 8]
  - 534　儀式[※ 9]
  - 535　政論
  - 536　支那法制
  - 537　歐洲法制
- 540　經濟學
  - 541　經濟史、經濟學史
  - 542　資本、企業
  - 543　貨幣 古錢、物價、恐慌、金融
  - 544　爲替
  - 545　地代、賃銀、利子
  - 546　信用組合
  - 547　保險、貯金
  - 548　開拓、殖民、移住
  - 549　論説、雜書
- 550　財政學
  - 551　財政史
  - 552　歳計豫算决算
  - 553　租税
  - 554　國債
  - 555　官有財産
  - 556　專賣法
  - 557　會計法
  - 559　論説、雜書
- 560　社會學
  - 561　社會主義、社會問題
  - 562　社交、處世
  - 563　人種問題
  - 564　慈善事業
  - 565　感化事業
  - 566　救貧、犯罪問題
  - 567　勞働、勞銀、職業、工塲
  - 568　婦人問題
  - 569　論説、雜書
- 570　風俗
  - 571　風俗史
  - 572　風俗畫
  - 573　年中行事
  - 574　服飾、流行
  - 575　支那社交、風俗
  - 576　歐米社交、風俗
- 580　統計學
  - 581　萬國統計表
  - 582　本邦統計表
  - 583　臺灣及道府縣統計表
  - 584　外國統計表
- 600　理學
  - 601　事彙
  - 602　叢書
  - 603　史傳
  - 604　報告
- 610　數學
  - 611　事彙
  - 612　叢書
  - 613　史傳
  - 614　講義録
  - 615　和漢算法
  - 616　對數表、計數器
- 620　數學
  - 621　算術
  - 622　代數
  - 623　幾何
  - 624　三角法
  - 625　解析幾何
  - 626　微積分
- 630　物理學、化學
  - 631　物理學
  - 634　化學
- 640　星學、地文學
  - 641　星學
  - 642　古代星學
  - 643　暦學、暦書
  - 644　地文學
  - 646　氣象學
  - 648　地震學
- 650　博物學
  - 651　事彙、圖譜、標本
  - 652　史傳
  - 653　叢書
  - 654　本草學
  - 655　生物學
  - 656　進化論、原生論
  - 657　人類學、人種學
  - 659　雜書
- 660　動物學、植物學
  - 661　動物學
  - 665　植物學
- 670　地質學
  - 673　鑛物學
  - 676　岩石學
  - 677　古生物學
- 680　醫學
  - 681　事彙
  - 682　史傳
  - 683　叢書
  - 684　報告
  - 685　法醫學
  - 686　和漢古方
- 690　醫學
  - 691　生理學、解剖學、組織學
  - 692　病理學、病理解剖學、診斷學
  - 693　内科學、精神病學
  - 694　外科學、皮膚病學、梅毒泌尿器科學
  - 695　眼科學、耳鼻咽喉科學、齒科學
  - 696　産科學、婦人科學、小兒科學
  - 697　衛生學、黴菌學、顕微鏡學
  - 698　藥學、調劑、處方、治療
  - 699　獣醫學
- 700　工學
  - 701　事彙
  - 702　史傳
  - 703　叢書
  - 704　講義録
  - 705　報告
  - 706　用器畫、製圖
  - 707　測量
- 710　土木工學
  - 711　鉄道
  - 712　道路、橋梁
  - 713　治水、水理
  - 714　築港
  - 715　運河、開鑿工事
  - 716　衛生工事
- 720　機械工學
  - 721　機關學
  - 722　舶用機關
- 724　電氣工學
  - 725　電信
  - 726　電話
  - 727　電燈
  - 728　電氣鉄道
- 730　建築學、造家學
  - 731　設計
  - 732　室内装飾
  - 733　建築圖
  - 734　古代建築
- 740　採鑛冶金學
  - 741　採鑛
  - 742　冶金
  - 743　試金
  - 744　各地鑛山
- 750　造船學
- 760　航海
- 770　兵事
  - 771　事彙
  - 772　史傳
  - 773　兵制、軍備
  - 774　陸海軍戰史
  - 775　赤十字
  - 776　兵器
  - 777　古代兵器
  - 778　旗章
- 780　陸軍
  - 781　戰略、戰術
  - 782　陸戰史
  - 783　各兵科
- 784　海軍
  - 785　戰術
  - 786　海戰史
  - 787　軍艦
- 790　古代兵法、武藝
  - 791　古代兵法、支那兵法
  - 792　武藝
  - 793　弓術
  - 794　馬術
  - 795　槍術、劍術
  - 796　柔術
  - 797　犬追物、流鏑馬
- 800　美術
  - 801　史傳
  - 802　美術館
  - 803　古代美術
  - 804　カタローグ
- 810　書畫
  - 811　史傳
  - 812　書畫譜
  - 813　繪畫
  - 814　畫譜
  - 815　書
  - 816　書譜
  - 817　篆刻、印章
  - 818　花押
  - 819　文房具
- 820　彫刻
- 830　蒔繪、漆器
- 840　製版、印刷
  - 841　製版
  - 842　版畫
  - 843　印刷
- 850　冩眞
  - 851　冩眞術
  - 852　冩眞帖
  - 853　冩眞版畫
- 860　音樂
  - 861　史傳
  - 862　古樂
  - 863　聲樂
  - 864　器樂
  - 865　樂譜
  - 866　樂器
- 870　諸藝、遊技
  - 871　公開娯樂
  - 872　戸内遊技
  - 873　戸外遊技
- 900　産業
  - 901　事彙
  - 902　叢書
  - 903　史傳
  - 904　博覽會、共進會
  - 905　物産
  - 906　産業報告
  - 907　度量衡
  - 908　論説、雜書
- 910　農業
  - 911　農業經濟
  - 912　農具
  - 913　農産物製造
  - 914　農業理化學
  - 915　作物病害
  - 916　種苗
  - 917　耕種栽培
  - 918　備荒
  - 919　論説、雜書
- 920　園藝
  - 921　庭園
  - 922　盆栽
  - 923　蔬菜
  - 924　花卉
  - 925　果樹
- 930　山林、牧畜
  - 931　山林
  - 932　林政、森林經濟
  - 933　造林
  - 934　樹木、木材
  - 935　林産物
  - 936　牧畜
  - 937　養畜
  - 938　養禽
  - 939　養蜂
- 940　水産、漁業
  - 941　水産
  - 942　試驗、報告
  - 943　水産製造
  - 944　養魚
  - 945　漁業
  - 946　漁具
  - 947　漁撈
- 950　蠶業
  - 951　事彙
  - 952　叢書
  - 953　史傳
  - 954　養蠶
  - 955　蠶種、蠶病
  - 956　栽桑
  - 957　製絲
- 960　商業
  - 961　商品
  - 962　商業地理
  - 963　商業經濟
  - 964　銀行
  - 965　會社、取引所
  - 966　株式、相塲
  - 967　外國貿易
- 970　交通、通信
  - 971　史傳
  - 972　海運
  - 973　鉄道
  - 974　郵便
  - 975　電信、電話、信號
  - 976　速記
- 980　工藝
  - 981　意匠
  - 982　化學工藝
  - 984　機械工藝
- 990　家政
  - 991　裁縫、手藝
  - 992　料理、製菓
  - 993　家事衛生